# Perameles notina
Perameles notina is een uitgestorven buideldas uit het geslacht der spitsneusbuideldassen. De wetenschappelijke naam van de soort werd voor het eerst geldig gepubliceerd door Oldfield Thomas in 1922.

## Taxonomie
Deze soort werd traditioneel als synoniem van Perameles bougainville gerekend, maar uit onderzoek uit 2018 is gebleken dat het een aparte soort was.

## Voorkomen
De soort kwam voor in het zuidoosten van Australië, in het oosten van Zuid-Australië en het noordwesten van Victoria. De soort is in 1857 voor het laatst geobserveerd, maar de exacte datum van uitsterven is onbekend.
Levende soorten: Perameles bougainville · Tasmaanse buideldas (Perameles gunnii) · Spitsneusbuideldas (Perameles nasuta) · Perameles pallescens

Uitgestorven soorten: Woestijnbuideldas (Perameles eremiana) · Perameles fasciata · Perameles myosuros · Perameles notina · Perameles papillon